# Justin Wellington

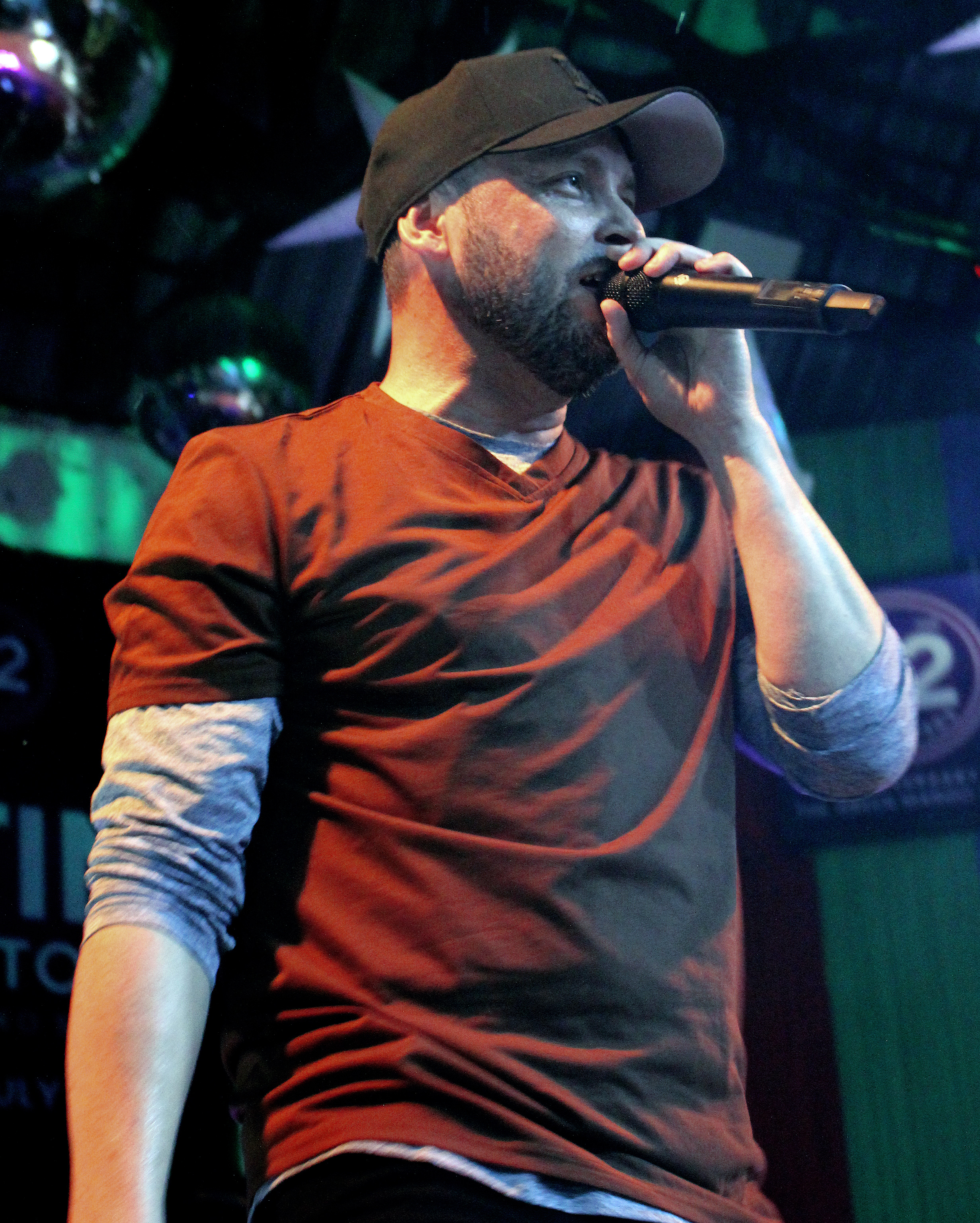
Justin Wellington (2022)

Justin Wellington (* 1978 in Lae, Papua-Neuguinea) ist ein australisch-papua-neuguineischer Reggae-Sänger.

## Leben
Justin Wellington ist der Sohn zweier australischer Einwanderer in Papua-Neuguinea. Er besuchte Schulen in Texas und eine High School in Kanada. Er begann anschließend als R&B- und Reggae-Pop-Sänger zu arbeiten und veröffentlichte seit 2002 mehrere Singles, darunter Much Love, Wanna Give You Some Loving, Better Off und In Love With U. Dabei arbeitete er mit australischen und papua-neuguineanischen Künstlern wie AK-47, NakaBlood, Jokema und O-Shen zusammen.
Der internationale Durchbruch gelang ihm mit einem Cover von Iko Iko, im Original von James Crawford aus dem Jahr 1953. Der Song, den er eigentlich bereits 2017 zusammen mit Small Jam veröffentlichte, erreichte im Rahmen einer TikTok-Challenge weltweite Aufmerksamkeit.
Justin Wellington lebt in Cairns, Australien.

## Diskografie

### Alben
- 2005: Much Love (Mangrove Productions)
- 2007: Jw (Mangrove Productions)
- 2010: Reign of Morobe (Mangrove Productions)

### Singles
- 2011: Island Sound (feat. K&Nela & D-Witty)
- 2012: Christmas Is Finally Here (feat. LiveBoys)
- 2013: Need You (feat. Pou Jackson)
- 2015: Long Way Back (feat. Jokema)
- 2017: Iko Iko (mit Small Jam)
- 2018: My Girl (feat. Leebonz & K-Dawg)
- 2020: Sweet Mama (feat. Papa Cidy)
- 2020: She Don’t Know (feat. Dezine)
- 2020: Show Me How
- 2021: Island Moon

## Auszeichnungen für Musikverkäufe
| Goldene Schallplatte - Belgien - 2022: für die Single Iko Iko - Portugal - 2021: für die Single Iko Iko Platin-Schallplatte - Dänemark - 2023: für die Single Iko Iko - Spanien - 2024: für die Single Iko Iko | 2× Platin-Schallplatte - Italien - 2021: für die Single Iko Iko - Polen - 2024: für die Single Iko Iko Diamantene Schallplatte - Frankreich - 2022: für die Single Iko Iko |

Anmerkung: Auszeichnungen in Ländern aus den Charttabellen bzw. Chartboxen sind in ebendiesen zu finden.
| Land/RegionAuszeichnungen für Musikverkäufe (Land/Region, Auszeichnungen, Verkäufe, Quellen) | Silber  | Gold     | Platin     | Diamant  | Verkäufe | Quellen             |
| -------------------------------------------------------------------------------------------- | ------- | -------- | ---------- | -------- | -------- | ------------------- |
| Belgien (BRMA)                                                                               | —       | Gold1    | —          | —        | 20.000   | ultratop.be         |
| Dänemark (IFPI)                                                                              | —       | —        | Platin1    | —        | 90.000   | ifpi.dk             |
| Deutschland (BVMI)                                                                           | —       | Gold1    | —          | —        | 200.000  | musikindustrie.de   |
| Frankreich (SNEP)                                                                            | —       | —        | —          | Diamant1 | 333.333  | snepmusique.com     |
| Italien (FIMI)                                                                               | —       | —        | 2× Platin2 | —        | 140.000  | fimi.it             |
| Österreich (IFPI)                                                                            | —       | —        | 2× Platin2 | —        | 60.000   | ifpi.at             |
| Polen (ZPAV)                                                                                 | —       | —        | 2× Platin2 | —        | 100.000  | olis.pl             |
| Portugal (AFP)                                                                               | —       | Gold1    | —          | —        | 5.000    | Einzelnachweise     |
| Schweiz (IFPI)                                                                               | —       | —        | Platin1    | —        | 20.000   | hitparade.ch        |
| Spanien (Promusicae)                                                                         | —       | —        | Platin1    | —        | 60.000   | elportaldemusica.es |
| Vereinigtes Königreich (BPI)                                                                 | Silber1 | —        | —          | —        | 200.000  | bpi.co.uk           |
| Insgesamt                                                                                    | Silber1 | 3× Gold3 | 9× Platin9 | Diamant1 |          |                     |